# Alisza Mihajlovna Galljamova
Alisza Mihajlovna Galljamova (oroszul: Алиса Михайловна Галлямова, a nemzetközi szakirodalomban Alisa Galliamova) (Kazany, 1972. január 18. –) kétszeres világbajnoki döntős orosz női sakknagymester (WGM) (1989), nemzetközi mester (IM) (1993), csapatban olimpiai bajnok és Európa-bajnok, Oroszország háromszoros női sakkbajnoka (1997, 2009, 2010), kétszeres U16 korosztályos ifjúsági világbajnok és junior női sakkvilágbajnok.
Az 1998. júliusban elért 2560 Élő-pontjával 2016. novemberben a női sakkozók örökranglistáján a 14. helyen állt.
1991-ben összeházasodott Vaszil Ivancsuk ukrán sakknagymesterrel, egy gyerekük született, 1996-ban elváltak. Házasságuk idején Alisza Galljamova-Ivancsuk néven versenyzett.
Szülővárosában Kazanyban él, ahol A. Galliamova's Cup néven szervez fiataloknak tehetségkutató sakkversenyeket.

## Élete és sakkpályafutása

### Ifjúsági eredményei
1987-ben megnyerte az U16 korosztályos ifjúsági sakkvilágbajnokságot, majd 1988-ban megvédte címét. 1988-ban, 16 év korában elindult az U20 korosztályos junior sakkvilágbajnokságon is, amelyet szintén megnyert. A következő évben az U20 junior sakkvilágbajnokságon bronzérmet szerzett.

### Felnőtt versenyeken
1987-ben Szocsiban a 3−4. helyen végzett. 1989-ben Belgrádban a női nemzetközi versenyen holtversenyben Verőci Zsuzsával az 1−2. helyet szerezte meg. 1990-ben Moszkvában 3−5., 1994-ben megnyerte a Belgrádban rendezett nemzetközi női versenyt. 1995-ben egyedüli női indulóként 3−5. egy Lvovban rendezett nemzetközi versenyen, majd megnyerte a Rosztovban rendezett női tornát. 1996-ban Maia Csiburdanidze és Pia Cramling mögött a 3. helyen végzett a Belgrádban rendezett nagyon erős nemzetközi női nagymesterversenyen.
1997-ben nyerte meg először Oroszország női sakkbajnokságát. 2000-ben Oroszország nyílt bajnokságán a legjobb női eredményt elérve a 2. helyezettől fél ponttal elmaradva a 7. helyen végzett. Ugyanebben az évben Halléban az 5. női Európa-kupán holtversenyben a 2. helyet szerezte meg. Az orosz kupán legjobb női versenyzőként a 3. helyen végzett.
2009-ben másodszor nyerte meg Oroszország női bajnokságát, majd 2010-ben holtversenyben az 1−3. helyen végezve Tatyjana Koszincevával és Natalja Pogonyinával a rájátszás után harmadik bajnoki címét szerezte. Oroszország női bajnokságán 2011-ben a 2−3. helyen végzett, a 2014-es bajnokság szuperdöntőjében ezüstérmet szerzett.

### Európa-bajnokságokon
2001-ben indult először a női Sakk-Európa-bajnokságon, amelyen holtversenyben az 1−7. helyen végzett, és a holtversenyt eldöntő számítás alapján a 4. helyet szerezte meg. 2002-ben a 3−4. helyen végezve bronzéremhez jutott.

### Eredményei a világbajnokságokon
Az 1988-ban megnyert junior sakkvilágbajnoki címe révén először az 1991-es női sakkvilágbajnoki ciklusban indulhatott. Az 1990-ben Azovban rendezett női zónaközi versenyen Ketino Kachiani-Gersinskával holtversenyben az 1−2. helyen végzett és továbbjutott a világbajnokjelöltek versenyére. Az 1990. októberben Borzsomiban rendezett világbajnokjelöltek versenyén a győztestől fél ponttal lemaradva a 3. helyet szerezte meg.
Az 1993-as női sakkvilágbajnoki ciklusban az 1991-ben Szabadkán rendezett zónaközi döntőről nem sikerült a továbbjutása, mivel a svájci rendszerű versenyen  a továbbjutó helytől fél ponttal lemaradva a 8−12. helyen végzett, és csak az első hat helyezett indulhatott a világbajnokjelöltek versenyén.
Az 1996-os női sakkvilágbajnoki ciklusban az 1993-ban Jakartában rendezett zónaközi döntőn a 2. helyen végzett, ezzel ismét bejutott a világbajnokjelöltek versenyébe. Az 1994. szeptemberben Tilburgban rendezett világbajnokjelöltek versenyén a világbajnoki címet is elnyerő Polgár Zsuzsa, valamint az exvilágbajnok Maia Csiburdanidze és a svéd Pia Cramling mögött a 4. helyen végzett.
Az 1999-es női sakkvilágbajnoki ciklusban a zónaközi döntőt 1995-ben Kisinyovban rendezték, ahonnan a 3−6. helyen végezve jutott tovább a világbajnokjelöltek versenyére. Az 1997-ben Groningenben rendezett világbajnokjelölti verseny megnyerésével jogot szerzett arra, hogy a világbajnoki címért mérkőzzön a regnáló világbajnok Polgár Zsuzsával. A mérkőzésre 1998. novemberben került volna sor, amelyet Polgár Zsuzsa kérésére gyermeke születése miatt elhalasztottak, majd a feltételekben nem tudott megegyezni a Nemzetközi Sakkszövetséggel, ezért elvették világbajnoki címét. Galljamova így a világbajnokjelöltek versenyének második helyezettjével, az exvilágbajnok kínai Hszie Csünnel mérkőzött a címért. Az 1999-ben Kazanyban és Senjangban rendezett mérkőzésen Hszie Csün 8,5−6,5 aránybn győzött, és visszaszerezte 1996-ban Polgár Zsuzsa ellen elvesztett címét.
Az első ízben kieséses rendszerben rendezett 2000-es női sakkvilágbajnokságon a 3. körig jutott, ahol vereséget szenvedett Almira Skripchenkótól.
A kieséses rendszerben rendezett 2001-es női sakkvilágbajnokságon legmagasabb Élő-pontszáma alapján első kiemeltként indulhatott. A harmadik fordulóban a később a döntőig jutó orosz Alekszandra Kosztyenyuk ütötte el a továbbjutástól.
A 2004-es női sakkvilágbajnokságon a második legmagasabb Élő-pontszámmal emelték ki, azonban csak a 2. fordulóig jutott, ahol kikapott a grúz Maia Lomineishvilitől.
A 2006-os női sakkvilágbajnokságon már csak 16. kiemelt volt, ezúttal azonban egészen a döntőig jutott, ahol karrierje során másodszor is megmérkőzhetett a világbajnoki címért. A négy játszmásra tervezett döntőben a kínai Hszü Jü-hua 2,5−0,5 arányban nyert.
Több világbajnoki verseny kihagyása után a 2012-es női sakkvilágbajnokságon játszott ismét. Az első körben Jekatyerina Kovalevszkaja, majd a másodikban Valentyina Gunyina legyőzésével a harmadik fordulóig jutott, ahol a francia Marie Sebag ütötte el a továbbjutástól.
A 2013-as női sakkvilágbajnoki ciklusban szabadkártyát kapott a FIDE Women's Grand Prix 2011–12 versenysorozatán való részvételre. 2011. augusztusban Rosztovban a 6−7. helyet szerezte meg, októberben Nalcsikban a 10. helyen végzett, 2012. júniusban Kazanyban 11. lett. A negyedik előírt versenyen nem indult. A versenysorozat összesítésében ezekkel az eredményekkel a 15. helyen végzett.
A 2015-ös női sakkvilágbajnokságon szabadkártyával indulhatott, és a 2. körben legyőzte Tatyjana Koszincevát, majd a 3. körben Kónéru Hanpi ütötte el a továbbjutástól.

## Eredményei csapatban

### Sakkolimpia
1990−2010 között öt alkalommal három nemzet képviseletében vett részt a sakkolimpián. Az 1990-es sakkolimpián a Szovjetunió válogatottjával (Magyarország mögött) csapatban és egyéni teljesítményével is ezüstérmes lett. Az 1992-es sakkolimpián Ukrajna válogatottjával csapatban ezüstérmes, egyéni teljesítményével további két ezüstérmet szerzett. Az 1996-os sakkolimpián Oroszország válogatottjával bronzérmes volt. A 2000-es sakkolimpián az orosz válogatott tagjaként csapatban bronz-, egyéniben ezüstérmet szerzett. A 2010-es sakkolimpián került be ismét Oroszország válogatottjába, és csapatban aranyérmet szereztek.

### Sakkcsapat-világbajnokság
Sakkcsapat világbajnokságon 2013-ban vett részt Oroszország válogatottjának tagjaként, amikor a csapat bronzérmet szerzett.

### Sakkcsapat-Európa-bajnokság
1992-ben Ukrajna válogatottjában vett részt a Debrecenben rendezett Sakkcsapat Európa-bajnokságon, ahol csapatban egy, egyéniben két aranyérmet szerzett. A 2003-as Európa-bajnokságon Oroszország válogatottjával lett bronzérmes. A 2005-ös Európa-bajnokságon az orosz válogatott tagjaként és egyéniben is bronzérmes volt.

### Klubcsapatok Európa Kupája
A Klubcsapatok Európa-kupájában 1996-ban az ukrán Agrouniverzal Zemun csapatával aranyérmet szerzett, majd ugyanezzel a csapattal 2000-ben is megszerezték a bajnoki címet, ekkor egyéni teljesítménye is a legjobb volt a tábláján. 2003-ban az orosz Ladya Kazan csapatával csapatban bronz-, egyéni teljesítményével aranyérmes lett.

## Játékereje
A Nemzetközi Sakkszövetség (FIDE) világranglistáján 2016. novemberben az Élő-pontszáma 2434, amellyel a 40. helyen állt. Legmagasabb Élő-pontszáma 2560 volt 1998. júliusban, amellyel 2016. novemberben a sakkozók örökranglistája 14. helyén állt. A legjobb világranglista helyezése a 3. hely volt, amelyet 2000. október és 2001. október, valamint 2003. július és október között foglalt el.